# Nguyễn Văn Thiện (thiếu tướng)
Nguyễn Văn Thiện là một sĩ quan cao cấp trong Quân đội nhân dân Việt Nam, hàm Thiếu tướng, hiện là Phó Tư lệnh Bộ đội Biên phòng.

## Tiểu sử
Khi còn mang quân hàm Đại tá, Nguyễn Văn Thiện từng là Phó Chỉ huy trưởng, Tham mưu trưởng Bộ đội Biên phòng tỉnh Quảng Ninh. Ngày 27 tháng 9 năm 2017, ông được thăng làm Chỉ huy trưởng Bộ đội Biên phòng tỉnh Quảng Bình. Trong khoảng thời gian làm việc tại Bộ đội Biên phòng Quảng Bình, ông đã nhiều lần phá được các đường dây buôn bán ma túy xuyên biên giới, đặc biệt là biên giới Việt – Lào. Vào tháng 9 năm 2018, ông đã đại diện Bộ đội Biên phòng Quảng Bình ký kết biên bản ghi nhớ trong một cuộc Hội đàm song phương về bảo vệ an ninh biên giới với Bộ chỉ huy Quân sự 2 tỉnh Khammuane và Savannakhet của Lào.
Đến tháng 10 năm 2019, ông được điều làm Phó Cục trưởng Cục Phòng chống ma túy và tội phạm. Trong năm 2020, ông tiếp tục được thăng làm Cục trưởng Cục Phòng chống ma túy. Tháng 8 cùng năm, ông trúng cử vào Ban chấp hành Đảng bộ Bộ đội Biên phòng khóa 15 với tỷ lệ trên 97%.
Khoảng những tháng cuối năm 2020, ông được thăng hàm lên Thiếu tướng. Ngày 20 tháng 12 cùng năm, ông cùng với lực lượng Cục phòng chống ma túy đã đón nhận danh hiệu Anh hùng Lực lượng vũ trang nhân dân thời kỳ Đổi Mới.
Ngày 1 tháng 6 năm 2021, Thủ tướng Chính phủ Việt Nam Phạm Minh Chính ra quyết định số 827/QĐ-TTg bổ nhiệm Thiếu tướng Nguyễn Văn Thiện làm Phó Tư lệnh Bộ đội Biên phòng.

## Phòng chống ma túy
Từ khi còn công tác tại Bộ đội Biên phòng Quảng Bình, Nguyễn Văn Thiện đã luôn tham gia công tác phòng chống ma túy và phá được nhiều chuyên án liên quan đến các đường dây buôn bán, tàng trữ trái phép ma túy.

### Chuyên án 573Lv
Trong khoảng thời gian đầu năm 2018, trước tết Nguyên đán Mậu Tuất, tình hình buôn bán, vận chuyển ma túy sang Việt Nam trên tuyến đường 12A qua cặp cửa khẩu Cha Lo của Việt Nam và Na Phàu của Lào diễn biến phức tạp, gây ảnh hưởng đến an ninh trật tự của biên giới hai nước. Sau một thời gian điều tra, Bộ đội Biên phòng Quảng Bình đã phát hiện một số người Việt Nam và người Lào sinh sống tại khu vực Hinboon, Nakai và thị xã Thakhek thuộc tỉnh Khammuane đang có ý định tổ chức mua bán ma túy với số lượng lớn, cung cấp cho một số đường dây vận chuyển về Việt Nam.
Ngày 4 tháng 1, chuyên án 573LV được lập ra với hai người đồng trưởng ban là Giám đốc An ninh tỉnh Khammuane (Lào) và Nguyễn Văn Thiện đang là Chỉ huy Bộ chỉ huy Bộ đội Biên phòng tỉnh Quảng Bình. Sau khi chuyên án được Tư lệnh Bộ đội Biên phòng thông qua, Nguyễn Văn Thiện và ban chỉ huy của chuyên án đã quyết liệt chỉ đạo, quyết tâm triệt phá đường dây này. Đến ngày 10 cùng tháng, tại km 32 Quốc lộ 13 thuộc bản Lầu Khà, huyện Hinboon, tỉnh Khammuane, tổ chuyên án phát hiện và bắt giữ được hai người đang vận chuyển 30.000 viên ma túy tổng hợp giao cho một người Việt vận chuyển qua biên giới. Sau khi tổ chức phá án về các vấn đề liên quan đến Việt Nam, Bộ đội Biên phòng Quảng Bình đã bàn giao người, tang vật cho An ninh tỉnh Khammuane để điều tra mở rộng và xử lý đối tượng theo quy định của pháp luật Lào.

### Chuyên án 545L
Những ngày đầu năm 2019, phòng Phòng chống Ma túy và Tội phạm thuộc Bộ đội Biên phòng Quảng Bình đã phát hiện một đường dây mua bán, vận chuyển ma túy số lượng lớn từ khu vực Tam giác vàng qua Lào về Việt Nam. Sau khi báo cáo cho Bộ tư lệnh Bộ đội Biên phòng Việt Nam, Ban chỉ huy Bộ đội Biên phòng tỉnh Quảng Bình đã xin lập chuyên án để đấu tranh giải quyết. Chuyên án 545L được thành lập với Nguyễn Văn Thiện là Trưởng ban chuyên án. Sau một thời gian dài mật phục ở khu vực biên giới, ban chuyên án đã phát hiện 1 nam giới đi xe ô tô bán tải đang chạy từ hướng Lào về Việt Nam theo đường mòn biên giới tại vị trí cách mốc 527 về phía Lào khoảng 300 m, thuộc khu vực Lằng Khằng, huyện Bualapha, tỉnh Khammuane. Lực lượng chuyên án tiếp tục theo dõi người này thêm hàng chục km đường rừng, sau khi xác định đúng đối tượng đã lập tức tổ chức vây bắt. Sau khi khám xét thì phát hiện, trên xe ô tô bán tải này có chứa 100.000 viên nén ma túy tổng hợp đang được vận chuyển bất hợp pháp từ Lào về Việt Nam.
Sau khi chuyên án này kết thúc, Bộ chỉ huy Bộ đội Biên phòng đã được khen thưởng 30 triệu đồng và nhiều bằng khen khác. Cũng sau chuyên án này, vào cuối tháng 6, cá nhân Nguyễn Văn Thiện cùng một số cá nhân, tổ chức khác thuộc Bộ Quốc phòng đã được khen thưởng Huân chương Chiến công hạng ba nhờ thành tích xuất sắc trong việc phòng chống tội phạm ma túy.

### Chuyên án A720.P
Tháng 7 năm 2020, Nguyễn Văn Thiện và Cục phòng chống tội phạm ma túy đã nhận được thông tin có đường dây vận chuyển ma túy từ Thành phố Hồ Chí Minh đi Busan thông qua việc xuất khẩu đá granit. Sau khi xác minh, ông đã chỉ đạo Đoàn Đặc nhiệm Phòng chống ma túy và tội phạm miền Nam điều tra và tìm ra được ông trùm của đường dây mua bán ma túy trên là Kim Soon Sik (sinh năm 1960, quốc tịch Hàn Quốc), từng là cảnh sát (nhưng bị cho thôi việc do tha hóa). Ma túy tổng hợp (dạng đá) được nén trong các khối đá xây dựng từ một kho hàng tại phường Linh Đông, quận Thủ Đức (nay là Thành phố Thủ Đức) đưa vào container đi qua cảng Cát Lái để làm thủ tục hải quan xuất khẩu sang Hàn Quốc.
Ngày 7 tháng 7, chuyên án A720.P được thành lập do Cục C04 Bộ Công an (đứng đầu là Cục trưởng, Thiếu tướng Nguyễn Văn Viện), Cục Phòng chống tội phạm Ma túy (đứng đầu là Cục trưởng, Đại tá Nguyễn Văn Thiện) chủ trì. Đến giữa tháng 7, ban chuyên án nhận được tin Kim Soon Sik mở tờ khai Hải quan để chuẩn bị xuất khẩu 30 tấn đá granit sang Hàn Quốc. Giai đoạn chuẩn bị còn có sự giúp đỡ của người vợ "hờ" là một phụ nữ Việt Nam – Huỳnh Thị Hoa Trân trực tiếp xuống kiểm tra kho hàng. Ngày 18, 30 tấn đá granit trên xe container đã rời kho cảng Cát Lái để chuẩn bị làm thủ tục hải quan. Đến 23h40 cùng ngày, ngay khi container hạ xuống để chuẩn bị đưa lên tàu, các lực lượng liên quan đã lập tức khống chế lái xe và tiến hành khám xét. Trong container, lực lượng làm nhiệm vụ đã thu giữ 40 kg ma túy tổng hợp dạng đá (Methamphetamine), 27 viên ma túy tổng hợp, 7 gói nhỏ ma túy đá được cất giấu tinh vi trong các khối đá granit. Cùng thời điểm, các lực lượng chức năng đã bắt giữ được 12 đối tượng liên quan tại 5 địa điểm trên địa bàn thành phố và vợ chồng Kim Soon Sik tại Kho hàng 51/1 thuộc Thủ Đức.
Đến ngày 30 cùng tháng, chuyên án tiếp tục bước vào giai đoạn 2, lực lượng phối hợp đã đồng loạt tiến hành khám xét 3 địa điểm trên địa bàn thành phố, bắt giữ 15 người liên quan và thu giữ hơn 1 tạ ma túy đá. Theo lãnh đạo ban chuyên án, đây là lần đầu tiên lực lượng chức năng triệt phá đường dây ma túy có sự cấu kết của người Hàn Quốc và người Trung Quốc và cũng lần đầu tiên bọn tội phạm sử dụng thủ đoạn cất giấu ma túy trong đá xây dựng. Ngoài ra, theo Thiếu tướng Nguyễn Hoài Phương, đây cũng là lần đầu tiên lực lượng chức năng Việt Nam phát hiện, bóc gỡ đường dây tội phạm ma túy hoạt động song song ở Việt Nam và Hàn Quốc.

## Khen thưởng
- Huân chương Chiến công hạng Ba.[27]